# Ionela-Andreea Iova
Ionela-Andreea Iova (* 23. Juli 1990) ist eine ehemalige rumänische Tennisspielerin.

## Karriere
Iova begann mit acht Jahren das Tennisspielen und bevorzugt Hartplätze. Sie spielte vorrangig auf der ITF Women’s World Tennis Tour, wo sie acht Titel im Doppel gewinnen konnte.
2007 trat sie mit Partnerin Bojana Petrović bei den Australian Open im Juniorinnendoppel an, wo die beiden aber bereits in der ersten Runde gegen Jade Curtis und Katarzyna Piter mit 6:72 und 2:6 verloren.

## Turniersiege

### Doppel
| Nr. | Datum              | Turnier   | Kategorie   | Belag | Partnerin                | Finalgegnerinnen                           | Ergebnis         |
| --- | ------------------ | --------- | ----------- | ----- | ------------------------ | ------------------------------------------ | ---------------- |
| 1.  | 6. Mai 2007        | Bukarest  | ITF $10.000 | Sand  | Simona Halep             | Laura-Ioana Andrei Ioana Gașpar            | 6:4, 2:6, 6:3    |
| 2.  | 4. Mai 2008        | Bukarest  | ITF $10.000 | Sand  | Simona Halep             | Oxana Chomyk Shona Lee                     | 6:3, 6:1         |
| 3.  | 18. Juli 2008      | Balş      | ITF $10.000 | Sand  | Camelia-Elena Hristea    | Laura-Ioana Andrei Diana Buzean            | 2:6, 6:4, [10:8] |
| 4.  | 19. September 2009 | Doboj     | ITF $10.000 | Sand  | Cristina-Madalina Stancu | Martina Caciotti Zuzana Zlochová           | 6:3, 6:4         |
| 5.  | 12. Juni 2010      | Iași      | ITF $10.000 | Sand  | Mădălina Gojnea          | Fatma Al-Nabhani Biljana Pawlowa-Dimitrova | 6:3, 6:3         |
| 6.  | 17. Juli 2010      | Prokuplje | ITF $10.000 | Sand  | Camelia-Elena Hristea    | Jelena Durišič Isabella Shinikova          | 7:5, 6:4         |
| 7.  | 9. Oktober 2010    | Dobritsch | ITF $10.000 | Sand  | Camelia-Elena Hristea    | Huliya Velieva Lütfiye Esen                | 6:0, 2:6, [10:6] |
| 8.  | 23. Oktober 2010   | Antalya   | ITF $10.000 | Sand  | Cristina Dinu            | Vlada Ekshibarova Barbara Sobaszkiewicz    | 1:6, 6:2, [10:7] |